# Annie Vitelli
Annie Vitelli, född 1837, död 1917, var en australiensisk och nyzeeländsk sångerska.
Hon föddes i England som dotter till handlaren Francis John Day och Margaret Tilley. Hon studerade musik i Melbourne i Australien, där hon gifte sig med sin lärare, Giovanni Whittle Vitelli. Efter sin första makes död 1859 var hon verksam som sångerska. Hon gifte sig 1861 med sin kollega Charles Robert Thatcher, och tillsammans turnerade de växelvis mellan Australien och New Zeeland: 1862–1863, 1863–1865 och 1869–1870 på Nya Zeeland och däremellan i Australien. De uppträdde företrädesvis på hotell, barer och andra ställen på guldfälten. Vitelli sjöng sentimentala ballader och Thatcher satiriska visor, och kontrasten i deras föreställning var populär. De var populära och framgångsrika i både Australien och Nya Zeeland och välkända artister i båda kolonier. Hon var allmänt känd som Madame Vitelli. 
1870 bosatte sig Thatcher i England, medan Vitelli året därpå återvände till Australien. Hon turnerade därefter med sitt eget teatersällskap mellan Australien och Nya Zeeland fram till 1882, varefter hon blev sånglärare i Australien. 